# Llano de Lodo
Llano de Lodo är en ort i Mexiko.   Den ligger i kommunen Huautla de Jiménez och delstaten Oaxaca, i den sydöstra delen av landet, 280 km sydost om huvudstaden Mexico City. Llano de Lodo ligger 1 515 meter över havet och antalet invånare är 152.
Terrängen runt Llano de Lodo är kuperad norrut, men söderut är den bergig. Runt Llano de Lodo är det ganska tätbefolkat, med 75 invånare per kvadratkilometer. Närmaste större samhälle är Huautla de Jiménez, 1,9 km nordost om Llano de Lodo. I omgivningarna runt Llano de Lodo växer i huvudsak städsegrön lövskog.